# Chronologie války v Iráku

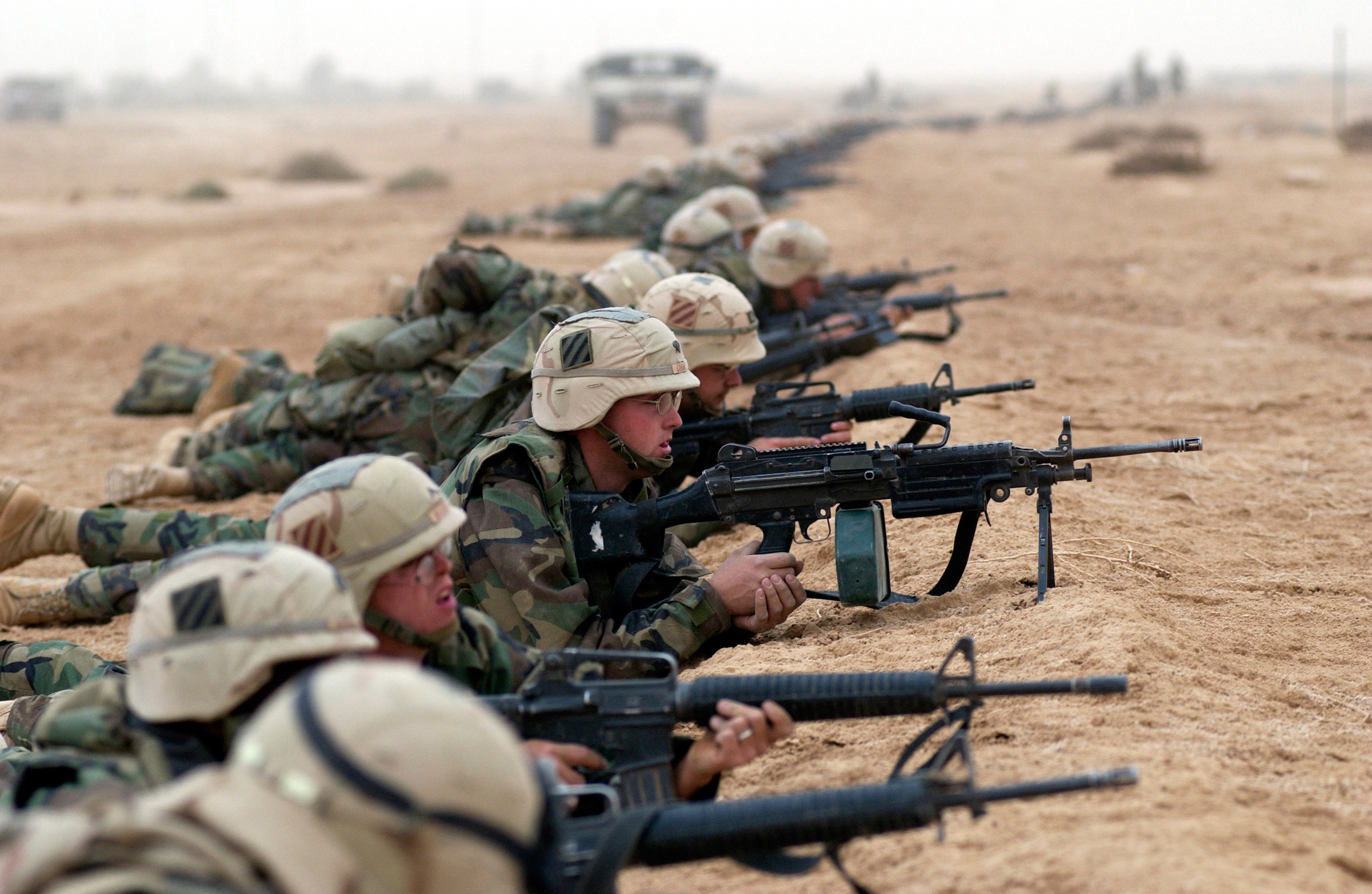
Američtí vojáci v Iráku.

Tento článek zachycuje vývoj událostí během války v Iráku.

## 2004

### Leden
- 28. ledna
  - V Londýně jsou zveřejněny výsledky šetření lorda Huttona ohledně sebevraždy britského zbrojního experta Davida Kellyho. Zpráva je příznivá pro britskou vládu, která prý nezkreslila údaje výzvědných služeb o zbraních hromadného ničení v Iráku; naopak ostře je zde kritizována BBC.

### Únor
- 10. února
  - Při sebevražedném útoku automobilem naloženým výbušninami na policejní náborové středisko jižně od Bagdádu zahynulo přinejmenším 50 osob.

### Březen
- 14. března
  - V parlamentních volbách ve Španělsku zvítězila Socialistická strana vedená José Luisem Rodríguezem Zapaterou nad Lidovou stranou dosavadního premiéra José María Aznara. Zapatera prosazoval stažení španělských vojáků z Iráku.

### Červen
- 28. června
  - Američany vedená okupační správa formálně předala suverenitu nad Irákem prozatímní irácké vládě.
- 30. června
  - V Iráku začala předběžná slyšení v rámci procesu s bývalým prezidentem Saddámem Husajnem.

### Srpen
- 5. srpna
  - Při ofenzívě amerických sil v Iráku proti místním ozbrojencům byly zabity desítky až stovky lidí.
- 12. srpna
  - Americká armáda a jednotky tzv. dočasné irácké vlády zahájily velkou ofenzívu proti stoupencům šíitského duchovního Muktadá Sadra. Trh s ropou reagoval překročením hranice 45 dolarů za barel.

### Říjen
- 19. října
  - Povstalci bojující proti prozatímní irácké vládě dosazené USA podnikli minometný útok na základnu irácké národní gardy ve městě Mašahidán 40 kilometrů severně od Bagdádu. Čtyři vládní vojáci byli zabiti a přes 80 zraněno.
  - V Iráku byla neznámou ozbrojenou skupinou unesena britská vedoucí irácké pobočky humanitární organizace Care Margaret Hassanová. Hassanová je vdaná za Iráčana a v Iráku žije přes 30 let.
- 30. října
  - V Iráku padlo 9 příslušníků americké námořní pěchoty a dalších 9 bylo zraněno. Jde o největší ztráty amerických okupačních sil za jediný den od letošního 2. května.
  - V Bagdádu bylo nalezeno tělo dvacetičtyřletého japonského turisty, uneseného před týdnem. Únosci ho zavraždili poté, co japonská vláda odmítla stáhnout z Iráku své vojáky.
  - U bagdádské redakce arabské satelitní televizní stanice Al-Arabíja vybuchl automobil naložený výbušninami. Sedm lidí bylo zabito a nejméně šestnáct zraněno. Dosud neznámá skupina, označující se za „Brigády 1920“, uvedla, že pracovníci stanice jsou „američtí špióni hovořící arabsky“.
- 31. října
  - Při minometném útoku na hotel v iráckém městě Tikrít zahynulo 15 Iráčanů.

### Listopad
- 1. listopadu
  - V Bagdádu byl neznámými útočníky zastřelen náměstek guvernéra města Hatem Kamil Abdúl Fatáh. Ozbrojenci také unesli z jedné bagdádské kanceláře občana USA, Nepálu a čtyři Iráčany.
- 2. listopadu
  - Při výbuchu bomby před ministerstvem školství v Bagdádu zahynulo 8 lidí. Další oběti si vyžádaly boje mezi silami prozatímní vlády a protivládními bojovníky. Americká armáda pokračovalo v bombardování města Fallúdža.
- 3. listopadu:
  - Maďarsko oznámilo, že do konce března 2005 stáhne svých 300 vojáků z Iráku.
- 4. listopadu:
  - Tři britští vojáci byli zabiti a osm zraněno při sebevražedném útoku na základnu Dogwood vzdálenou necelých 40 kilometrů od Bagdádu. Zahynul i irácký tlumočník. Britští vojáci v počtu 850 mužů byli vysláni z jihu Iráku do americké okupační zóny 29. října 2004.
  - Mezinárodní humanitární organizace Lékaři bez hranic oznámila, že se stahuje z Iráku kvůli sílícím násilnostem. Bojující strany podle ní „opakovaně prokázaly, že nerespektují nezávislou humanitární pomoc“.
- 5. listopadu:
  - Generální tajemník OSN Kofi Annan varoval před zamýšleným útokem amerických a vládních iráckých sil na odbojné město Fallúdža. Taková akce podle něj ohrozí volby plánované na leden 2005. S chystaným útokem nesouhlasí rovněž prozatímní irácký prezident Ghazí Adžil, předseda prozatímní vlády Ajád Aláví však na něm trvá.
- 6. listopadu:
  - 37 osob zemřelo při pumových útocích a přestřelkách v iráckém městě Sámarra a dalších 62 lidí bylo zraněno. Ve městě explodovaly tři automobily naložené trhavinami, čtvrtý explodoval krátce po poledni na jihu Sámarry u policejní stanice, kde exploze zabila deset policistů a pět jich zranila.
- 7. listopadu:
  - Předseda irácké prozatímní vlády Ajád Aláví vyhlásil v zemi na 60 dní výjimečný stav. Reagoval tak na vlnu útoků protivládních bojovníků na vládní policejní a vojenské jednotky a zahraniční okupační vojska, při nichž zahynula rovněž řada civilistů.
- 8. listopadu:
  - Předseda irácké prozatímní vlády Ajád Aláví dal zelenou k útoku amerických a iráckých vládních sil na odbojné město Fallúdža. Podle USA se ve městě ukrývá jordánský terorista Abú Músa Zarkáví. Američané Fallúdžu již několik dní nepřetržitě bombardují, podle nemocničních zdrojů to mělo za následek početné civilní oběti. Během dnešního dne bylo v Iráku zabito 11 amerických vojáků – americké okupační síly tak utrpěly největší ztráty během jednoho dne od jara.
- 9. listopadu:
  - V Iráku byli uneseni příbuzní šéfa prozatímní vlády Ajád Aláví. Únosci z dosud neznámé skupiny Ansar džihád prohlásili, že bratrance s manželkou a snachou podřežou, pokud nebude zastaven útok na Fallúdžu. V reakci na boje ve Fallúdži opustila prozatímní vládu hlavní politická strana zastupující irácké sunnity a vlivná Asociace muslimských duchovních vyzvala k bojkotu voleb, plánovaných na leden 2005.
- 11. listopadu:
  - Americká armáda ztratila v bojích s iráckými povstalci u Fallúdže dva vrtulníky typu Superkobra, jejich osádky údajně nebyly zraněny.
- 14. listopadu:
  - Únosci propustili dvě ženské příbuzné předsedy irácké prozatímní vlády Ajád Aláví. Bratranec Alávího je dosud zadržován.
- 15. listopadu:
  - V Iráku byla zavražděna unesená humanitární pracovnice britského původu Margaret Hassanová.
  - Podle humanitárních organizací brání americké jednotky v zásobování obyvatel Fallúdže, kde dosud neustaly boje mezi protivládními povstalci a americkými a vládními iráckými jednotkami. Odpor povstalců zřejmě slábne, silné boje však vypukly v Mosúlu. Irácká prozatímní vláda oznámila dobytí Fallúdže již 12. listopadu.

### Prosinec
- 3. prosince
  - Při útoky na silně opevněnou policejní stanici v Bagdádu zabili protivládní povstalci 16 policistů, osvobodili zatčené zadržované na stanici, ukořistili zbraně a munici a zapálili policejní auta a jedno americké obrněné vozidlo typu Humvee.
  - Při výbuchu vozidla naloženého výbušninami poblíž šíitské mešity nedaleko Bagdádu zahynulo 11 civilistů a 19 dalších bylo zraněno.
  - Ukrajinský parlament odhlasoval poměrem hlasů 257:0 výzvu prezidentu Leonidu Kučmovi, aby stáhl z Iráku 1600 ukrajinských vojáků. Ukrajinský kontingent je čtvrtým největším vojenským sborem, který se podílí na Američany vedené okupaci Iráku. Oba prezidentští kandidáti – Viktor Janukovyč i Viktor Juščenko – stažení vojáků z Iráku podporují. Pro prezidenta není toto usnesení závazné.
- 4. prosince
  - Vyslanec OSN v Iráku Lachdar Brahímí prohlásil, že se volby plánované na 30. ledna 2005 nebudou moci uskutečnit, pokud se nezlepší bezpečnostní situace v zemi. USA i jimi dosazená prozatímní irácká vláda na termínu voleb trvají.
- 5. prosince
  - Při sebevražedném útoku na policejní stanici poblíž tzv. Zelené zóny v Bagdádu zahynulo nejméně sedm osob a 59 bylo zraněno. Dalších 17 mrtvých z řad kurdských policistů si vyžádal atentát u Mosulu a poblíž téhož města bylo nalezeno 9 mrtvých iráckých vládních vojáků. K zodpovědnosti za útok na kurdské policisty se hlásí skupina jordánského teroristy Abú Músy Zarkávího.
- 8. prosince
  - Britského premiéra Tonyho Blaira vyzvalo 46 předních britských osobností, aby dal vyšetřit počet civilních obětí současného konfliktu v Iráku a příčiny jejich úmrtí. Signatáři výzvy, mezi nimiž jsou duchovní a vysloužilí důstojníci a diplomaté, reagují na nedávnou zprávu lékařského časopisu The Lancet, podle které se počet civilních obětí americko-britské invaze do Iráku pohybuje kolem 100 000.
- 9. prosince
  - Představitelé šíitské komunity v Iráku představili jednotnou kandidátku do voleb zákonodárného shromáždění, které mají proběhnout 30. ledna 2005. Koalice 22 politických stran s názvem Sjednocená irácká aliance má podporu předního šíitského duchovního, ajatolláha Alí Sistáního.
- 11. prosince
  - Americký vojenský soud v Bagdádu odsoudil vojáka, který zavraždil zraněného šestnáctiletého Iráčana, ke třem letům. Třicetiletého vojáka rovněž degradoval, propustil z armády a snížil mu mzdu. Johnny Horne se účastnil útoku americké armády na popelářský vůz, o němž se okupanti domnívali, že klade na ulici bomby. Zavražděný Iráčan byl členem posádky popelářského vozu. Horne se hájil tím, že těžce zraněného zabil z milosti.
- 12. prosince
  - Při bojích v irácké provincii Anbar zahynulo osm příslušníků americké námořní pěchoty.
- 13. prosince
  - Sebevražedný atentátník odpálil automobil naložený výbušninami před vjezdem do tzv. Zelené zóny v Bagdádu – opevněné oblasti města, kde sídlí úřady irácké prozatímní vlády a velvyslanectví USA a Velké Británie. Počet obětí není jasný, BBC, al-Džazíra a Reuters hovoří o sedmi mrtvých, Associated Press udává 13. Desítky lidí byly zraněny.
- 14. prosince
  - Při sebevražedném útoku automobilem u vstupu do Zelené zóny v Bagdádu zahynulo sedm lidí a nejméně 13 bylo zraněno. Jde o druhý takový útok ve dvou dnech. Čtyři příslušníci irácké národní gardy byli zabiti při útoku na konvoj mezi Basrou a Bagdádem.
  - Polsko hodlá do půlky února snížit počet svých vojáků podílejících se na okupaci Iráku ze současných 2400 na 1700.
  - Předseda prozatímní irácké vlády Ajád Aláví řekl, že příští týden začnou procesy s vedoucími představiteli svrženého iráckého režimu. Není jasné, zda mezi nimi má být i Saddám Husajn.
- 15. prosince
  - Tři polští vojáci zahynuli a 4 byli zraněni, když se kvůli poruše motoru zřítil jejich vrtulník v polské okupační zóně v jižním Iráku.
  - V Iráku oficiálně začala kampaň před volbami do 275členného parlamentu. O hlasy voličů se uchází 230 stran sdružených do zhruba 80 seskupení. Volby se mají konat 30. ledna 2005.
- 16. prosince
  - Vězněný irácký exprezident Saddám Husajn se poprvé od svého zadržení loni v prosinci směl setkat s advokátem. Tým jeho obhájců uvedl, že rozhovor trval 4 hodiny a že se Saddám těší dobrému zdraví.
  - Dosud neznámá irácká ozbrojená skupina, Hnutí iráckých mudžáhidů, oznámila únos a vraždu Itala Salvatoreho Santora. Ten údajně pracoval pro britskou nevládní organizaci.
- 17. prosince
  - Mluvčí OSN potvrdila, že v budově OSN v Ženevě bylo nalezeno odposlouchávací zařízení na vysoké technické úrovni. Tzv. Francouzský salónek, kde bylo nalezeno, používali loni ministři významných států k soukromým rozhovorům o Iráku.
- 19. prosince
  - Výbuchy aut naložených výbušninami zabily v iráckých městech Nadžaf a Karbalá nejméně 64 lidí a zranily přes 140 dalších. Obě města jsou obývána iráckými šíity. Zdá se, že útoky byly původně namířeny proti policejní stanici v Karbale a místním představitelům v Nadžafu; oběťmi jsou však téměř výhradně civilisté.
  - Bývalý irácký prezident Saddám Husajn vyzval Iráčany, aby zůstali jednotní v boji proti americké okupaci. Na volby plánované na 30. ledna 2005 mají podle něj pohlížet ostražitě, neboť prý povedou k rozdělení národa i země. Vzkaz vězněného diktátora tlumočil jeho právník Chálil Dulajmí.
- 20. prosince
  - Protivládní povstalci vyhodili do vzduchu křižovatku ropovodů v severním Iráku. V posledních dnech se v Iráku zintenzívnily útoky na ropovody. Vůdce organizace al-Káida Usáma bin Ládin vyzval 16. prosince k útokům na ropná zařízení.
- 21. prosince
  - Při útoku iráckých povstalců na jídelnu na vojenské základně USA v severoiráckém městě Mosul bylo zabito 24 osob a dalších 72 zraněno. Mezi mrtvými je 14 amerických vojáků, 4 tzv. civilní dodavatelé z USA a 4 iráčtí vládní vojáci. K zodpovědnosti za útok se přihlásila radikální muslimská skupina Ansar al-Sunnah, který je součástí al-Káida.
  - Dva francouzští novináři Georges Malbrunot a Christian Chesnot, unesení 20. srpna 2004 v Iráku, byli propuštěni.
  - Britský ministerský předseda Tony Blair nečekaně navštívil Bagdád, kde jednal s předsedou irácké prozatímní vlády Ajádem Alávím.
- 27. prosince
  - Při pumovém útoku na sídlo šíitské strany SCIRI (Nejvyššího shromáždění islámské revoluce) v Bagdádu zahynulo 13 lidí a 66 bylo zraněno. Mrtví jsou hlavně pracovníci ochranky vůdce této strany, Abdala Azíze Hakíma. Strana SCIRI má podporu významného iráckého ajatolláha Alí Sistáního a podporuje konání voleb v lednu 2005.
  - Hlavní irácká sunnitská politická strana, Irácká islámská strana, oznámila neúčast na volbách plánovaných na 30. ledna 2005. Reagovala tak na skutečnost, že nebylo vyhověno její žádosti o odklad voleb zdůvodněné pokračujícím násilím v zemi.
- 28. prosince
  - Několik desítek příslušníků vládního vojska a policie bylo zabito při útocích povstalců v Iráku. Zabito bylo rovněž nejméně 6 civilistů. Útoky jsou hlášeny ze sunnitských měst Tikrít, Sámarra a Bakuba, jakož i z hlavního města Bagdádu.
- 29. prosince
  - Síly iráckého hnutí odporu vlákaly v Bagdádu do léčky skupinu iráckých vládních policistů. Při výbuchu náloží v domě, který tito policisté prohledávali, zahynulo 7 policistů a 23 civilistů.

## 2005

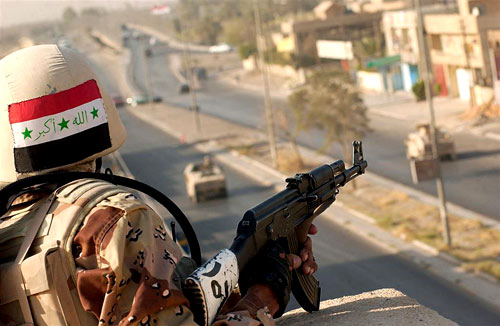
Irácký voják na hlídce v roce 2005.

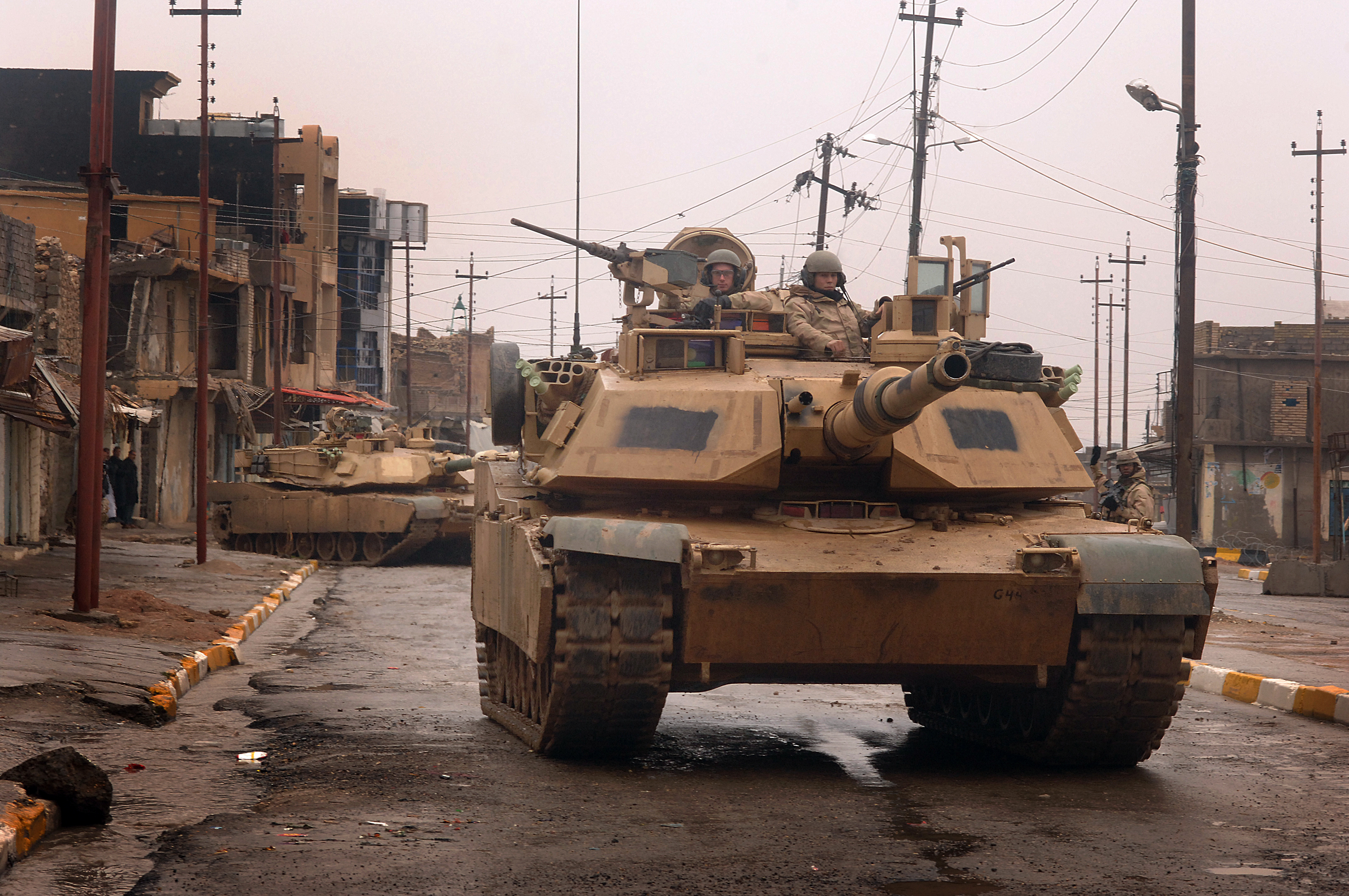
Americký tank v ulicích Tall Afaru.

### Leden
- 1. ledna
  - Síly irácké prozatímní vlády údajně zatkly desítky osob podezřelých z odbojové činnosti. Mezi nimi mají být i dva spolupracovníci jordánského teroristy Abú Músy Zarkávího. Americká okupační armáda oznámila, že v Mosulu zabila 25 vzbouřenců z 50, na které zaútočila; zraněno při tom bylo i 15 amerických vojáků.
  - Agentura Associated Press vydala statistiku obětí na straně okupačních sil v Iráku. Od počátku útoku na Irák v březnu 2003 do konce roku 2004 zahynulo nejméně 1328 příslušníků amerických ozbrojených sil. Z nich přinejmenším 1024 zahynulo v důsledku nepřátelských akcí. Britská armáda hlásí 76 mrtvých, Itálie 19, Polsko 16, Španělsko 11, Ukrajina 9, Bulharsko 7, Slovensko 3, Estonsko, Thajsko a Nizozemsko po dvou a Dánsko, Salvador a Maďarsko a Lotyšsko po jednom mrtvém.
- 2. ledna
  - Při sebevražedném útoku na autobus irácké gardy, ozbrojené formace irácké prozatímní vlády, zahynulo 18 gardistů a 1 civilista. K útoku došlo severně od Bagdádu.
- 4. ledna
  - Neznámí ozbrojenci zastřelili v Bagdádu guvernéra Bagdádské provincie Ali al-Haidariho a 6 jeho osobních strážců. Při sebevražedném pumovém útoku protivládních sil na budovu ministerstva vnitra prozatímní irácké vlády bylo zabito 8 vládních vojáků a 2 civilisté.
- 5. ledna
  - Při sebevražedných útocích na policejní budovy v Iráku přišlo o život 30 lidí, zřejmě vesměs vládních policistů a útočníků. Při dalších útocích a přestřelkách zahynuli i 6 civilistů.
  - Podle mezinárodní nevládní organizace Reportéři bez hranic bylo loni ve světě zabito 53 novinářů, z toho 19 v Iráku. K mírně odlišným číslům dospěl newyorský Výbor na ochranu novinářů, který uvádí 56 zabitých novinářů, z toho v Iráku 23.
- 6. ledna
  - Sedmičlenná posádka amerického obrněného transportéru Bradley zahynula, když jejich vozidlo najelo v Bagdádu na bombu nastraženou iráckým hnutím odporu. Při jiném útoku v Bagdádu byl zastřelen vysoký policejní náčelník dosazený iráckou prozatímní vládou.
  - Irácká prozatímní vláda prodloužila o dalších 30 dní výjimečný stav, který trvá již 60 dní od 7. listopadu 2004. Platí v celé zemi vyjma severních kurdských oblastí.
- 8. ledna
  - Raketa vypálená z americké stíhačky F-16 zasáhla obytný dům u iráckého města Mosul. Podle místních obyvatel zabila 14 lidí, podle americké armády jen 5. Americké okupační síly se za incident omluvily a přislíbily jeho vyšetření.
- 9. ledna
  - Při zneškodňování letecké bomby v polské okupační zóně v Iráku zahynulo 7 ukrajinských vojáků a jeden Kazach.
- 15. ledna
  - Vojenský soud v Texasu odsoudil desátníka americké armády Charlese Granera za týrání iráckých vězňů v bagdádské věznici Abú Ghrajb na deset let vězení. Odsouzený důstojník, který je považován za hlavního aktéra mučení, se hájil mj. tím, že jednal na pokyn zpravodajských důstojníků. Podle svědků a důkazního materiálu se však mučením vězňů chlubil.
- 17. ledna
  - V iráckém Mosulu byl krátce unesen tamní katolický arcibiskup Basile Georges Casmoussa. Neznámí únosci ho po zjištění jeho totožnosti propustili.
- 26. ledna
  - V západním Iráku se zřítila americká helikoptéra CH-53 Sea Stallion. Podle informací Pentagonu při havárii zahynulo 31 příslušníků americké námořní pěchoty.
- 27. ledna
  - Hlasováním iráckých exulantů v Austrálii začaly večer irácké parlamentní volby. V Iráku začne hlasování až v neděli 30. ledna.
- 29. ledna
  - Raketa vypálená protivládními povstalci zasáhla americké velvyslanectví v Bagdádu. Byli zabiti dva Američané – jeden civilní zaměstnanec a jeden příslušník vojenského námořnictva a 4 další byli zraněni. V Iráku mezitím roste napětí před zítřejšími volbami. Z bezpečnostních důvodů je utajováno umístění některých volebních místností i totožnost některých kandidátů. Některé významné politické síly předem avizovaly bojkot voleb. Protivládní povstalci varovali občany Iráku před účastí ve volbách a majitele domů v okolí volebních místností vyzvali, aby v den voleb opustili své domovy.
- 30. ledna
  - V Iráku proběhly volby do Prozatímního národního shromáždění. Při útocích protivládních povstalců během voleb zahynulo přinejmenším 41 osob – voličů, vládních policistů, amerických vojáků a sebevražedných útočníků. Ze šíitských a kurdských částí země je hlášena početná účast voličů, v sunnitských oblastech byla však účast nízká a některé volební místnosti se vůbec nepodařilo otevřít. Představitel volební komise uvedl, že účast se pohybovala kolem 72 procent, ovšem později volební komise toto tvrzení dementovala; nové odhady se pohybují kolem 60 procent. Americký prezident George W. Bush označil průběh voleb za velký úspěch. Výsledky voleb mají být známy až za několik dnů.
  - Severozápadně od Bagdádu se ve 14:40 SEČ zřítilo britské vojenské dopravní letadlo C-130 Herkules letící z Bagdádu. Britští představitelé uvedli, že při pádu letadla zahynulo 9 příslušníků vojenského letectva a 1 voják. Počet osob na palubě ani účel letu na americkou vojenskou základnu Balad 70 km severně od Bagdádu není znám. K sestřelení letadla se přihlásily dvě irácké skupiny. Jedna z nich, Revoluční brigády 1920, své tvrzení podpořila i videozáznamem, na kterém je vidět odpálení rakety a poté hořící trosky letadla.
- 31. ledna
  - Řada světových politiků ocenila průběh iráckých voleb. Potěšení na relativně vysokou účastí ve volbách vyslovily jak přední aktéři útoku na Irák George W. Bush a Tony Blair, tak jeho rozhodní odpůrci Gerhard Schröder, Jacques Chirac či Kofi Annan.

### Únor
- 2. února
  - Asociace islámských učenců, která reprezentuje sunnitskou menšinu v Iráku, označila nedávné volby v této zemi na nelegitimní. Asociace, která před volbami vyzvala k jejich bojkotu vzhledem k útokům amerických okupantů na sunnitská města, varovala OSN před uznáním výsledků voleb za právoplatné. Vláda vzešlá z voleb bude podle Asociace mít jen omezenou legitimitu a měla by mít jen omezené pravomoci.
- 4. února
  - Javal Davis, americký voják, který se koncem roku 2003 podílel na mučení iráckých vězňů v bagdádské věznici Abú Ghrajb, byl americkým vojenským soudem odsouzen k 6 měsícům vězení a propuštění z armády.
  - V Iráku byla dosud neznámou skupinou islámských radikálů unesena italská novinářka Giuliana Sgrenová. Únosci požadují stažení italských okupačních vojsk ze země, jinak hrozí, že Sgrenovou zavraždí.
- 5. února
  - Při útocích povstalců v Iráku bylo zabito 21 Iráčanů, většinou příslušníků vládních ozbrojených sil, a dva američtí vojáci. Při výbuchu pozemní miny zemřely dvě irácké děti.
- 6. února
  - V Iráku byli uneseni čtyři egyptští inženýři pracující pro egyptskou telekomunikační firmu Orascom.
  - Při útoku protivládních povstalců na policejní stanice jižně od Bagdádu bylo podle irácké policie zabito 22 vládních policistů a 14 útočníků.
  - Americké okupační síly propustily na 350 iráckých vězňů z bagdádské věznice Abú Ghrajb.
  - Ukrajinský ministr obrany Anatolij Gricenko uvedl, že nová ukrajinská vláda stáhne během několika následujících měsíců z Iráku 1650 ukrajinských vojáků.
- 7. února
  - Při útocích na vládní policisty v Iráku bylo zabito nejméně 27 osob včetně řady civilistů. K útokům se přihlásila Organizace Al-Káidy pro svatou válku v Iráku vedená Jordáncem Abú Músou Zarkávím.
  - Generální tajemník OSN Kofi Annan odvolal z funkcí dva vysoké diplomaty Benona Sevana a Josepha Stephanidese, zapletené do korupce v rámci programu Ropa za potraviny, programu pro prodej irácké ropy za účelem dodávek potravin do Iráku. Oba muži, s nimiž bylo zavedeno disciplinární řízení, vinu popírají.
- 8. února
  - V Iráku byli propuštěni čtyři egyptští inženýři unesení 6. února.
  - Při sebevražedném útoku na zájemce o službu v irácké armádě na západě Bagdádu přišlo o život nejméně 21 osob a 27 jich bylo zraněno.
- 9. února
  - Nejmenovaný představitel americké armády sdělil CNN, že americké okupační síly čelí v Iráku 13 až 17 tisícům povstalců. Většina z nich jsou podle něj stoupenci bývalého režimu Saddáma Husajna.
  - V Basře byl neznámými ozbrojenci zabit dopisovatel Američany financované arabsky vysílající televize Al-Hurra.
- 10. února
  - Při útocích povstalců a při bojích mezi silami prozatímní vlády a povstalci v Iráku zahynulo nejméně 40 osob. Mezi oběťmi je i přes 20 osob z konvoje, který směřoval do Bagdádu, údajně s nákladem cukru. Při střetech ve městě Salman Pak 65 kilometrů jižně od Bagdádu údajně povstalci dobyli na krátkou dobu policejní stanici, odkud byli vytlačeni až palbou amerických vrtulníků. Při střetu bylo zabito 10 vládních policistů.
- 11. února
  - Irák neočekávaně navštívil americký ministr obrany Donald Rumsfeld. Promluvil zde k americkým a iráckým vládním vojákům.
  - Rumunsko oznámilo, že do Iráku vyšle dalších 100 vojáků. Na Američany vedené okupaci Iráku se dosud podílelo 730 rumunských vojáků.
  - Při dvou útocích neznámých útočníků na šíitské civilisty v Iráku zahynulo nejméně 24 lidí.
- 12. února
  - Při útocích povstalců a střetech mezi americkými vojsky a povstalci zahynulo v Iráku nejméně 18 lidí, včetně řady civilistů.
- 13. února
  - Podle volební komise je vítězem iráckých voleb, které se konaly 30. ledna, aliance šíitských skupin, která získala 47,6 % hlasů. V 275členném národním shromáždění by měla obsadit 132 míst. Druhé místo obsadila koalice kurdských stran s 26 % a uskupení Američany dosazeného premiéra Ajáda Alávího je třetí se 14 % hlasů. Volební účast dosáhla 58 %. V sunnitské provincii Anbar však hlasovala jen 2 % voličů.
- 14. února
  - Povstalci v Iráku zapálili plynovod a ropovod u Kirkúku na severu země. Při dalších útocích povstalců přišlo o život nejméně 5 osob, z toho jeden civilista a jeden irácký dodavatel pro americkou armádu.
- 15. února
  - Po zaplacení výkupného ve výši 500 tisíc dolarů byl v Iráku propuštěn turecký loďařský magnát Kahraman Sadikoglu, unesený v prosinci 2004. Podle jeho ženy byl neznámými zločinci unesen jen kvůli výkupnému, nikoli z politických důvodů.
  - V Iráku byli uneseni dva indonéští novináři.
- 18. února
  - V předvečer šíitského svátku ašúrá bylo v Bagdádu při útocích sebevražedných atentátníků zabito nejméně 35 lidí.
  - Americké unie pro ochranu občanských svobod (ACLU) získala právními kroky od armády USA dokumenty, podle kterých armáda v minulosti vyšetřovala celou řadu obvinění z mučení zajatců v Iráku a Afghánistánu. Podle americké armády se v řadě případů obvinění nepodařilo prokázat či vyvrátit, podle ACLU z dokumentů vyplývá, že armáda úmyslně zničila důkazní materiál.
- 19. února
  - V Římě proběhla statisícová demonstrace za propuštění novinářky unesené v Iráku.
  - Při útocích během druhého dne šíitského svátku ašúrá v Iráku bylo zabito nejméně 30 osob, mezi nimi i několik amerických vojáků. Podle některých komentátorů mohly být útoky dílem sunnitských povstalců.
- 21. února
  - Americký prezident George Bush se v Bruselu vyslovil pro pevné vztahy USA a Evropy a vyzval k zahájení nové éry v těchto vztazích. Vyzval evropské státy, aby poskytly pomoc Američany nastolenému režimu v Iráku a vyslovil se pro brzké řešení izraelsko-palestinského konfliktu. Podle Bushe Sýrie musí ukončit „okupaci Libanonu“ a Írán musí přestat „podporovat terorismus“. Belgický premiér Guy Verhofstadt se v reakci na Bushův projev vyslovil za ukončení sporů ohledně amerického útoku na Irák.
  - Ministři zahraničí EU schválili plán na školení pracovníků irácké justice. Školení má probíhat mimo území Iráku, ale koordinační úřad bude sídlit v Bagdádu.
  - Indonéské ministerstvo zahraničí informovalo o propuštění dvou indonéských novinářů, unesených v Iráku 15. února.
- 22. února
  - Iráčtí šíité, kteří zvítězili ve volbách do prozatímního parlamentu 30. ledna, oznámili, že jejich kandidátem na předsedu příští irácké vlády bude viceprezident nynější, Spojenými státy dosazené prozatímní vlády Ibráhím Džaafarí. Džaafarí je lékař a patří ke kritikům amerických vojenských operací proti odpůrcům současné irácké vlády.
  - Summit NATO v Bruselu přijal deklaraci, podle které se všechny členské státy NATO budou podílet na výcviku iráckých ozbrojených složek. Podle generálního tajemníka NATO Jaapa de Hoopa Scheffera to znamená, že roztržka mezi členy tohoto vojenského paktu kvůli americkému útoku na Irák je již zažehnána.
- 23. února
  - Britský vojenský soud zasedající v německém Osnabrücku uznal dva britské vojáky vinnými z týrání zadržených iráckých civilistů podezřelých z krádeže v roce 2003. Třetí obviněný voják se k týrání sám přiznal.
- 25. února
  - Ozbrojení odpůrci americké okupace Iráku zabili tři americké vojáky a osm zranili při výbuchu nastražené pumy severně od Bagdádu. Při dopravní nehodě zahynul v Iráku také jeden polský voják.
- 26. února
  - Bývalý americký ministr zahraničí Colin Powell uvedl v rozhovoru pro britský list The Daily Telegraph, že USA nasadily do okupace Iráku po válce nedostatečné množství vojáků. Vyjádřil také zklamání v souvislosti se svou prezentací nepravdivých argumentů v Radě bezpečnosti OSN o údajných zbraní hromadného ničení v Iráku. Nyní je přesvědčen, že irácký režim žádné takové zbraně tehdy neměl.
- 27. února
  - Nejvyšší irácký šíitský duchovní vůdce Alí Sistání vyzval šíitské poslance v novém iráckém parlamentu k hájení práv sunnitů a vůbec všech Iráčanů. Sunnité tvoří v Iráku menšinu a volby do prozatímního parlamentu většinou bojkotovali.
  - Sýrie předala irácké prozatímní vládě Sabávího Ibráhíma Hasana Tikrítího, nevlastního bratra Saddáma Husajna.
  - Spojenými státy dosazený předseda prozatímní irácké vlády Ajád Aláví uvedl, že americké rozhodnutí rozpustit po dobytí země iráckou armádu a vyloučit ze státní správy členy bývalé vládnoucí strany Baas bylo chybné. Podle něj tento postup zvýšil napětí mezi etnickými skupinami a pomohl povstalcům. Aláví je bývalý agent CIA a postup USA kritizuje jen zcela výjimečně.
- 28. února
  - Sebevražedný atentátník zabil v iráckém městě Hilla nejméně 114 lidí a dalších 130 zranil, když automobil naložený výbušninami vybuchl v davu lidí ucházejících se o práci ve vládních bezpečnostních službách. Jedná se o nejkrvavější útok od pádu Saddáma Husajna. K zodpovědnosti za atentát se později přihlásila irácká odbočka organizace al-Káida.

### Březen
- 2. března
  - V Bagdádu byl zabit Parvíz Muhammad Mahmúd, soudce zvláštního tribunálu, který má soudit představitele bývalého režimu Saddáma Husajna včetně samotného Saddáma. Při útoku byl zabit také jeho syn, který rovněž pracuje pro tribunál. Jména soudců jsou tajena a jde o první známý případ zabití člena tohoto soudu.
  - Při dvou útocích sebevražedných útočníků bylo v Iráku zabito nejméně 10 příslušníků vládních ozbrojených složek. Zraněny byly přes 35 osob, z toho 11 civilistů.
- 3. března
  - Podle agentury Associated Press přesáhl počet amerických vojáků, kteří v Iráku zahynuli od zahájení útoku na tuto zemi v březnu 2003, počet 1500. Předseda prozatímní vlády Ajád Aláví prodloužil o dalších 30 dní výjimečný stav, který platí v celém Iráku mimo kurdské oblasti. Při útocích povstalců zahynulo nejméně 5 iráckých vládních policistů.
- 4. března
  - V Iráku byla propuštěna unesená italská novinářka Giuliana Sgrenová. Při následném převozu na bagdádské letiště byla Sgrenová postřelena americkými vojáky. Ti na auto, v němž agenti italské rozvědky novinářku vezli, z neznámých důvodů zahájili palbu a zabili velitele italské tajné služby v Iráku, který Sgrenovou chránil vlastním tělem. Mluvčí Bílého domu vyjádřil nad incidentem politování, italský premiér Silvio Berlusconi si předvolal amerického velvyslance k podání vysvětlení. Obě strany udávají vzájemně si odporující verze událostí: zatímco podle americké armády vozidlo odmítlo zastavit na kontrolním stanovišti okupačních sil, podle italské novinářky začala palba bez varování a žádné výzvy k zastavení nebyly vidět. Nejasné zůstává i to, zda Itálie za Sgrenovou zaplatila únoscům výkupné.
  - Rocco Buttiglione, italský ministr pro evropské záležitosti a neúspěšný kandidát na evropského komisaře, hodlá dosvědčit Táriku Azízovi, že oproti Saddámu Husajnovi zastával umírněné postoje. Tárik Azíz je bývalý irácký místopředseda vlády a ministr zahraničí Tárika Azíze. Po dobytí Iráku byl zajat Američany a má být souzen za válečné zločiny a zločinů proti lidskosti. Buttiglione je stejně jako Azíz katolík a podle některých komentátorů je nepravděpodobné, že by tento krok učinil bez souhlasu Vatikánu.
- 6. března
  - Italská novinářka Giuliana Sgrenová obvinila americké vojáky, že na její vůz stříleli úmyslně. Únosci ji prý varovali, že někteří Američané „nemají zájem na tom, aby se vrátila domů“.
- 7. března
  - Při útocích povstalců na vládní síly v iráckém městě Bakubě bylo zabito nejméně 33 osob, z toho zhruba polovina civilistů.
  - Bulharský ministr obrany Nikolaj Svinarov nepřímo obvinil okupační síly USA v Iráku, že 4. března zastřelili bulharského vojáka. Podle Svinarova vojáka zřejmě zabila palba „spřátelené armády“. Na okupaci Iráku se podílí 450 bulharských vojáků pod polským velením.
- 8. března
  - Italský ministr zahraničí Gianfranco Fini požaduje, aby USA „identifikovaly a potrestaly“ osoby zodpovědné za střelbu na vůz s osvobozenou italskou novinářkou Guilanou Sgrenovou. Fini odmítl podezření Sgrenové, že se cílem americké palby stala záměrně, nesouhlasí však ani s americkým tvrzením, že vůz s italskými špióny a Sgrenovou jel příliš rychle.
- 9. března
  - V Iráku bylo při různých útocích zabito několik osob, mezi nimi i ředitel jedné bagdádské nemocnice, a zraněny desítky dalších včetně asi 30 amerických tzv. dodavatelů, kteří pracují pro americké okupační síly. V západním Iráku byla nalezena těla dvaceti zastřelených příslušníků vládních ozbrojených formací oblečených v civilních šatech.
- 10. března
  - Atentátník, který se odpálil v šíitské mešitě v iráckém městě Mosulu, zabil nejméně 47 lidí.
- 12. března
  - Ukrajinské ministerstvo obrany oznámilo, že prvních 150 ukrajinských vojáků opustilo Irák. Začalo tím stahování celého ukrajinského kontingentu o síle 1650 mužů.
  - Podle italského listu La Repubblica italští agenti neinformovali americkou armádu v Iráku o akci na osvobození unesené italské novinářky Giuliany Sgrenové. Důvodem měla být obava Italů z toho, že USA operaci překazí, protože odmítají politiku vyplácení za propuštění rukojmích výkupné, což Itálie údajně v tomto případě učinila.
  - Podle bulharského ministerstva obrany americké okupační síly v Iráku uznaly, že pochybily, když 4. března omylem zastřelily jednoho bulharského vojáka. Mluvčí americké armády však toto bulharské tvrzení odmítl komentovat.
- 15. března
  - Italský parlament schválil prodloužení mise italských vojáků podílejících se na Spojenými státy vedené okupaci Iráku o šest měsíců. Předseda italské vlády Silvio Berlusconi současné oznámil, že Itálie začne své vojáky stahovat v září 2005.
- 16. března
  - V Bagdádu se poprvé sešli poslanci iráckého „Přechodného národního shromáždění“, zvoleného ve volbách 30. ledna. Parlament zasedá v tzv. Zelené zóně, okupačními silami silně opevněné a střežené části Bagdádu. Protivládní povstalci na tuto oblast krátce před začátkem jednání parlamentu vypálili několik minometných střel.
  - Při útoku sebevražedného útočníka byli ve městě Bákubá 60 km severně od Bagdádu zabiti nejméně tři vládní vojáci a několik dalších osob bylo zraněno.
  - Mezinárodní nevládní organizace Transparency International zveřejnila ročenku o korupci ve světě. Podle tohoto dokumentu se rekonstrukce Iráku po dobytí země Spojenými státy může stát největším korupčním skandálem dějin. K tomu může přispět skandál ohledně programu OSN „Ropa za potraviny“, neprůhledné přidělování amerických vládních zakázek a plány na rychlou privatizaci iráckého průmyslu prosazované Mezinárodním měnovým fondem a věřitelskými státy.
  - Tisková agentura Associated Press informovala, že v americkém zajetí v Iráku a Afghánistánu zemřelo nejméně 108 osob. Statistiku agentura sestavila kompilací údajů poskytnutých jednotlivými složkami amerických ozbrojených sil a oficiálními činiteli. Americká vláda celkový počet zemřelých v jejím zajetí nikdy nezveřejnila. Americké ministerstvo obrany výpočet Associated Press nezpochybnilo, ale poukazuje na to, že statistika zahrnuje všechny příčiny úmrtí včetně přirozených a například také obětí útoků povstalců na americké věznice v Iráku.
- 18. března
  - Podle průzkumu provedeného Centrem pro výzkum veřejného mínění Sociologického ústavu AV ČR souhlasí dnes s útokem USA na Irák z roku 2003 jen 27 % občanů ČR, nesouhlasí 64 %. Téměř polovina, konkrétně 46 % občanů nesouhlasí s rozhodnutím parlamentu prodloužit do konce roku 2005 misi českých vojenských policistů v Iráku, 37 % toto rozhodnutí naopak podporuje.
- 19. března
  - Při příležitosti 2. výročí Spojenými státy vedeného útoku na Irák proběhly ve světě mnohatisícové demonstrace. Demonstranti v Japonsku a Austrálii požadovali ukončení vojenské angažovanosti svých zemí v Iráku. V Evropě byla jedna z největších demonstrací v Londýně, kde se odhady účasti pohybují od 45 do 100 tisíc lidí. Několik tisíc lidí protestovalo i v USA. Americký prezident George W. Bush invazi do Iráku obhajoval v rozhlasovém projevu; podle něj „odzbrojila brutální režim, osvobodila irácký lid a bránila svět“.
- 20. března
  - Jordánský vojenský soud odsoudil Abú Músu Zarkávího, který v Iráku vede skupinu hlásící se k síti al-Káida, k 15 letům vězení. Trest mu byl uložen v nepřítomnosti za údajné plánování útoku na jordánské velvyslanectví v Bagdádu a na americké cíle.
  - Americký týdeník Time zveřejnil na své internetové stránce rozhovor s českým prezidentem Václavem Klausem. Klaus v něm mj. kritizuje rozpuštění irácké armády a policie po dobytí Iráku armádou USA a zpochybňuje tezi o násilném vnucení demokracie jiným státům.
- 23. března
  - Z Iráku přišly protichůdné zprávy o bitvě mezi protivládními povstalci a vládními a americkými jednotkami. Podle vládní verze bylo při útoku na výcvikový tábor povstalců na břehu jezera poblíž Tikrítu zabito 84 povstalců a 7 vládních vojáků. Zpravodaj agentury AFP z místa hlásí, že v táboře po údajné bitvě pobývá asi 30 až 40 protivládních bojovníků, kteří tvrdí, že tábor nikdy nebyl dobyt, pouze při americkém bombardování zahynulo 11 povstalců.
  - Bulharské ministerstvo obrany chce do konce roku 2005 stáhnout z Iráku všech 462 vojáků, kteří nyní působí v polském okupačním sektoru. Plán musí ještě schválit vláda; USA s ním nesouhlasí.
- 29. března
  - V Iráku byli uneseni tři rumunští novináři: reportérka televize Prima Maria-Jeanne Ionová, kameraman téže televize Sorin Mişcoci a reportér deníku Romania Libera Eduard Ovidiu Ohanesian. V rumunském tisku se později objevily spekulace, že jejich únos zorganizoval syrsko-rumunský podnikatel Omar Hajsam. Ten má být údajně napojen na mezinárodní organizovaný zločin a na špičky rumunské sociálnědemokratické strany, která je nyní v opozici.
- 30. března
  - Dokument, který Americká unie pro ochranu občanských svobod (ACLU) získala právní cestou od amerických úřadů, dokazuje, že mučení iráckých vězňů schválil bývalý nejvyšší velitel amerických okupačních sil Ricardo Sanchez. Podle dokumentu ze 14. září 2003, podepsaného Sanchezem, mohlo být vůči vězňům používáno zacházení jako je například narušování režimu spánku, pouštění hlasité hudby, umisťování do bolestivých pozic a zastrašování pomocí psů. Podle právníka ACLU znamená takové zacházení porušení Ženevských konvencí a Sanchez by měl být volán k zodpovědnosti. Podle Sancheze vyžadovalo použití těchto postupů zvláštní povolení, které on údajně nikdy neudělil. Některé z těchto postupů byly o měsíc později zrušeny na radu právníků americké armády.
- 31. března
  - Při útocích sebevražedných útočníků na stanoviště iráckých vládních ozbrojených sil a na šíitskou mešitu zahynulo nejméně 14 osob, mezi nimi pět civilistů včetně pětiletého dítěte.
  - Podle zprávy zvláštního zpravodaje Komise OSN pro lidská práva, která byla této komisi dnes předložena, porušovaly okupační síly v Iráku ženevské konvence o ochraně civilistů během války. Podle Jeana Zieglera při obléhání odbojného města Fallúdža okupanti úmyslně ničili vodní nádrže a bránili zásobování civilního obyvatelstva potravinami. Ziegler také poukázal na to, že počet hladovějících dětí v Iráku vzrostl od pádu vlády Saddáma Husajna ze 4 % na 7,7 %.

### Duben
- 1. dubna
  - Při střetech mezi povstalci, vládními a americkými silami v Iráku byla zabita řada osob. Mezi oběťmi různé zprávy uvádějí jednoho iráckého vysokého policejního důstojníka, jednoho další policistu, dva vládní vojáky, tři americké vojáky, pět povstalců a větší množství civilistů. Povstalci údajně také střelbou poškodili minaret Malvíja ve městě Sámarrá, ve kterém předtím měli stanoviště ostřelovači amerických okupačních sil. Z nejasných příčin se zřítil americký bezpilotní letoun Predator.
- 2. dubna
  - Při útoku několika desítek povstalců na americkou armádou spravovanou věznici Abú Ghrajb v Bagdádu bylo zraněno 44 amerických vojáků a 12 iráckých vězňů. Během asi 40 minut trvající bitvy na americké pozice zaútočily i dva automobily naložené výbušninami a řízené sebevražednými útočníky. K útoku se přihlásila skupina vedená Jordáncem Abú Músou Zarkávím, která má na svědomí řadu únosů a vražd rukojmích a útoků na vojenské i civilní cíle v Iráku.
- 3. dubna
  - Předsedou iráckého parlamentu byl zvolen sunnita Hášim Hasaní, který v prozatímní vládě dosazené USA zastával post ministra průmyslu a nerostných zdrojů. Sunnité mají v parlamentu jen 17 mandátů vzhledem k tomu, že volby, které proběhly 31. ledna, většinou bojkotovali.
- 4. dubna
  - USA a Velká Británie odmítly zprávu experta OSN Jeana Zieglera o vzrůstu podílu hladovějících dětí v Iráku od pádu vlády Saddáma Husajna. Ziegler ve zprávě, která byla předložena Komisi OSN pro lidská práva 31. března, tvrdí, že podíl hladovějících dětí vzrostl ze 4 % na 7,7 %. Podle britské vlády podíl podvyživených dětí naopak klesl ze 17,3 na 11,7 %.
  - Americký prezident George Bush vyjádřil pochopení pro stažení 1600 ukrajinských vojáků z Iráku. Na společné tiskové konferenci s ukrajinským prezidentem Viktorem Juščenkem v Bílém domě řekl, že plně chápe, že Juščenko plní svůj předvolební slib. Juščenko naopak slíbil, že se Ukrajina bude podílet na výcviku iráckých bezpečnostních sil.
- 6. dubna
  - Irácký parlament zvolil prezidentem Kurda Džalála Talabáního. Talábání je předsedou Vlasteneckého svazu Kurdistánu (PUK) a je považován za stoupence americké politiky vůči Iráku. Dosavadní prezident Ghazí Adžil Javar, který je Arab sunnitského vyznání, se stal viceprezidentem spolu s šíitou Ádilem Abdalem Mahdím.
- 7. dubna
  - Včera zvolený irácký prezident Džalál Talabání jmenoval novým předsedou irácké vlády šíitu Ibráhíma Džaafarího. Džaafarí má nyní měsíc na sestavení vlády.
- 8. dubna
  - Neznámí pachatelé zastřelili v Bagdádu tři šíitské duchovní. O život přišel při jiném incidentu americký voják, kterého v oblasti asi 240 km severně od Bagdádu zabila nastražená puma.
- 9. dubna
  - Při příležitosti druhého výročí pádu režimu Saddáma Husajna v Iráku proběhla v Bagdádu demonstrace desetitisíců stoupenců šíitského duchovního Muktady Sadra. Demonstranti podle agentury AFP skandují „ne ne Americe, ne ne okupaci“. K účasti na této demonstraci vyzvali své věřící i sunnitští duchovní. Cestou na demonstraci byli neznámými útočníky zastřeleni dva Sadrovi spolupracovníci.
  - Při pumovém útoku na vládní vojenský konvoj v oblasti asi 40 km jižně od Bagdádu bylo zabito 15 vojáků a několik dalších zraněno. Ve městě Hadísa v západním Iráku byl povstalci zabit tamní policejní velitel. V Bagdádu byl večer unesen pákistánský konzul Málik Muhammada Javed. Únosci se později ozvali pákistánskému velvyslanectví s požadavkem na zaplacení výkupného.
- 11. dubna
  - Podle iráckého prezidenta Džalála Talabáního bude odchod americké armády z Iráku možný nejdříve za dva roky. Talabání tak odmítl požadavky desítek tisíc šíitských demonstrantů, kteří 10. dubna demonstrovaly v Bagdádu za ukončení americké okupace. Iniciátora demonstrace, šíitského duchovního Muktadu Sadra, označil irácký prezident za zločince a vyzval k jeho zatčení.
  - V Iráku byl unesen americký podnikatel, pracující na stavbě v Bagdádu.
- 12. dubna
  - Polská vláda oznámila, že do konce roku 2005 stáhne svých 1700 vojáků z Iráku. Ministr obrany však připustil, že by Polsko mohlo svou misi při okupaci Iráku prodloužit, pokud by Rada bezpečnosti OSN schválila v této věci další rezoluci či pokud by o to požádala irácká vláda.
  - Americký ministr obrany Donald Rumsfeld při neočekávané návštěvě Bagdádu vyzval nové vedení země, v němž převažují šíité, aby se nepouštělo do čistek ve vládních úřadech a zejména v bezpečnostním aparátu. Novinářům řekl, že se obává, že šíité „začnou dělat pořádek“.
  - Americké okupační síly v Iráku uvedly, že při operaci proti povstalcům u hranic se Sýrií zabili devět ozbrojenců.
- 13. dubna
  - Při výbuchu bomby nastražené iráckými povstalci severně od Kirkúku bylo zabito 12 příslušníků ochranky ropovodu, kteří se snažili zneškodnit falešnou bombu položenou poblíž. V Bagdádu povstalci několikrát zaútočili na americké konvoje a zničili několik vozidel.
- 14. dubna
  - V Bagdádu došlo k dvojitému sebevražednému útoku automobilů naložených výbušninami na opevněnou budovu ministerstva vnitra. Útok si vyžádal nejméně 18 mrtvých a 36 zraněných. K zodpovědnosti za útok se přihlásila skupina Jordánce Abú Músy Zarkávího, napojená na organizaci al-Káida. Podle kameramana agentury Reuters jsou mezi oběťmi útoku i děti. Při jiném útoku byl na předměstí Bagdádu zabit důstojník irácké zpravodajské služby a v Kirkúku byli povstalci zabiti čtyři vládní policisté a jeden civilista. Irácká armáda uvedla, že zatkla 27 „islámských extremistů“ ve městě Bakuba.
  - Čtyři obchodníci s ropou byli v USA obžalování z ilegálních obchodů s iráckou ropou a z poskytování úplatků iráckým úřadům v rámci programu OSN Ropa za potraviny.
  - Generální tajemník OSN Kofi Annan uvedl, že bývalá irácká vláda Saddáma Husajna získala většinu nelegálních peněz z prodeje ropy díky pašování a ne v důsledku korupce v programu OSN Ropa za potraviny. USA a Velká Británie podle Annana tolerovaly pašování irácké ropy do Turecka a Jordánska. Britská vláda Annanova obvinění odmítla.
- 16. dubna
  - Při minometné palbě iráckých povstalců na základnu amerických okupačních sil ve městě Ramadí byli zabiti tři američtí vojáci a dalších sedm zraněno. Při výbuchu bomby v restauraci v Bákubě bylo zabito sedm lidí, z toho tři vládní policisté.
  - Irácký ministr pro národní bezpečnost Kásim Dáud uvedl, že sunitští povstalci zadržují v městečku Madáín, které leží asi 40 kilometrů jihozápadně od Bagdádu, několik desítek šíitských rukojmí. Jiné zdroje udávají, že je tam zadržováno až 150 lidí. Povstalci, kteří měli rukojmí zajmout 15. dubna, prý požadují, aby šíité z městečka odešli. Podle ministra zahájily irácké a americké síly operaci na jejich osvobození. Irácká pobočka organizace al-Káida však tvrdí, že tvrzení o rukojmích je lživé a že má posloužit jen jako záminka k útoku na Madáín.
- 17. dubna
  - Irácká vláda oznámila, že její bezpečnostní síly zajaly významného vůdce povstalců Hášima Husajna Radhána Džabúrí, napojeného na přívržence svrženého prezidenta Saddáma Husajna. Džabúrí byl prý dopaden již 7. března.
- 18. dubna
  - Irácké vládní síly a americké okupační jednotky ovládly město Madáín, ve kterém mělo být sunnitskými povstalci zadržováno na 150 šíitských rukojmí. Žádní rukojmí však ve městě nebyli nalezeni. Vysoký činitel iráckého ministerstva obrany generál Adnan Thabít, který prohlásil zprávy o rukojmích za přehnané, byl krátce nato neznámými útočníky zavražděn ve svém bytě. Již dříve označily některé sunnitské odbojové skupiny zprávy o rukojmích za účelovou lež irácké vlády.
  - Nový irácký prezident Džalál Talabání řekl BBC, že jako odpůrce trestu smrti by nepodepsal rozsudek smrti nad Saddámem Husajnem.
- 19. dubna.
  - Při několika útocích bylo v Iráku zabito nejméně 23 lidí a přes 60 zraněno. Sedm osob, z toho nejméně 2 vládní vojáci, zahynulo při útoku sebevraha na náborové středisko armády v Bagdádu. Pět vládních gardistů bylo zastřeleno u Bagdádu. Při dalších incidentech byli mj. zabiti i 3 další vojáci, 4 pracovníci ministerstva financí a vedoucí katedry germanistiky na Bagdádské univerzitě.
- 20. dubna
  - Irácký prezident Džalál Talabání oznámil, že v minulých dnech byla v řece Tigris jižně od Bagdádu nalezena těla 57 osob, mužů, žen i dětí. Irácký prezident měl údajně prohlásit, že identita obětí i vrahů je známa a že jde o šíity, které údajně před několika dny zajali sunnité ve městě Madáín. Irácké policejní zdroje však uvádějí, že mnohá těla byla v pokročilém stádiu rozkladu a že byla nacházena během sedmi týdnů. K tvrzení Talabáního se zdrženlivě postavily i americké okupační síly, jejichž mluvčí uvedla, že ohledně celé záležitosti je „více toho, co nevíme, než toho, co víme“.
  - Na stadionu ve městě Haditha severozápadně od Bagdádu bylo nalezeno 19 těl, oblečených v civilních šatech. Podle iráckého ministerstva vnitra jde vládní vojáky, které zabili povstalci. Při přestřelkách s povstalci zahynuli další 4 vládní vojáci a pumový útok zabil i dva americké vojáky.
  - Sebevražedný řidič automobilu naloženého výbušninami se večer neúspěšně pokusil zabít bývalého iráckého premiéra Ajáda Alávího. Při útoku, ke kterému se přihlásila irácká odbočka organizace al-Káida, zahynul jeden policista.
- 21. dubna
  - Severně od Bagdádu sestřelili povstalci komerční helikoptéru, na jejíž palubě byli tři bulharští členové posádky, šest amerických armádních dodavatelů a dva zřejmě filipínští členové ochranky. Helikoptéra patřila bulharské společnosti Heli Air a v pronájmu ji měla americká firma SkyLink. K sestřelení vrtulníku se přihlásila protivládní skupina Islámská armáda. Ta později zveřejnila video, na kterém ukazuje zastřelení pilota vrtulníku, který jako jediný havárii přežil.
- 22. dubna
  - Při útoku sebevražedného atentátníka na šíitskou mešitu v Bagdádu zemřelo nejméně devět lidí; 26 dalších bylo zraněno. V severním Iráku bylo nalezeno 19 těl vládních vojáků, kteří byli před několika dny uneseni při cestě minibusem. Jiní dva vojáci byli u Bagdádu zabiti při výbuchu pumy. V Mosulu zahynul jeden americký voják při výbuchu nastražené nálože. V témže městě byl zastřelen ředitel tamní věznice, v níž jsou vězněni i zadržení povstalci.
- 23. dubna
  - Při různých útocích v Iráku zahynulo nejméně 60 osob. Je mezi nimi nejméně 11 vládních vojáků a jeden příslušník amerických okupačních sil. V přestřelce mezi americkými vojáky a povstalci v Mosulu byl zastřelen i zpravodaj agentury Associated Press.
  - Vyšetřovací komise americké armády zprostila bývalého vrchního velitele vojsk USA v Iráku, generálporučíka Ricardo Sanchez, viny za mučení vězňů ve věznici Abú Ghrajb v Bagdádu. Kromě něj byli zproštěni zodpovědnosti i tři další vysocí důstojníci. Jediným důstojníkem, který se měl dopustit porušení předpisů, je bývalá brigádní generálka vojenské policie Janis Karpinská. Ta tvrdí, že je obětním beránkem, na kterého má být svalena vina za celý skandál.
- 24. dubna
  - V iráckém městě Tikrít bylo při dvou útocích sebevražedných útočníků v automobilech zabito nejméně 9 lidí a zraněno 37. Mezi mrtvými jsou nejméně 4 příslušníci vládních bezpečnostních sil. K zodpovědnosti za tento útok se přihlásila irácká pobočka organizace al-Káida. Při dalších útocích v Bagdádu a Fallúdži byli zabiti i tři vojáci amerických okupačních sil.
  - Nedaleko šíitské mešity v Bagdádu vybuchla nastražená bomba a krátce poté se v davu lidí u místa prvního výbuchu odpálil sebevražedný útočník v automobilu. Nejméně 15 lidí bylo zabito a 57 zraněno.
  - V Iráku byl propuštěn pákistánský konzul Málik Muhammada Javed, unesený 9. dubna.
- 25. dubna
  - Vyšetřování americké armády dospělo k závěru, že vojáci USA postupovali správně, když 4. března zahájili palbu na automobil převážející na bagdádské letiště propuštěnou italskou novinářku Giulianu Sgrenovou. Sgrenová byla při incidentu raněna a vůdce skupiny italské zpravodajské služby byl zabit. Výsledek vyšetřování nebyl oficiálně zveřejněn, neboť Itálie s ním nesouhlasí.
- 26. dubna
  - Irácká policie oznámila, že v oblasti jižně od Bagdádu zatkla 305 osob, které podezírá z účasti na teroristických útocích. Podle policie se již 85 zatčených přiznalo k terorismu, mezi nimi i 11 cizinců z Egypta, Palestiny a Súdánu.
- 27. dubna
  - Neznámí ozbrojenci dnes v Bagdádu zastřelili iráckou poslankyni Lamíu Chadúríovou, která byla členkou politického uskupení dosavadního premiéra Ajáda Alávího. Jde o první případ zabití člena nově zvoleného parlamentu. Při dalších útocích povstalců přišli o život nejméně 4 příslušníci vládních ozbrojených sil a dva civilisté.
- 28. dubna
  - Irácký parlament schválil novou vládu, kterou sestavil šíitu Ibráhím Džaafarí. Vláda nicméně není kompletní: šest postů v 37členném kabinetu, včetně klíčových funkcí ministrů obrany a ropného průmyslu, má být vzhledem k neshodám mezi politickými formacemi obsazeno později. Sestavení vlády musí být podle ústavy dokončeno do 7. května. V nové vládě je zastoupeno 16 šíitských Arabů, osm Kurdů, pět sunnitských Arabů, jeden křesťan a jeden Turkmenec. Ve vládě je šest žen.
  - V Bagdádu ráno neznámí ozbrojenci zastřelili vysokého důstojníka iráckých zpravodajských služeb. V Tikrítu byli explozí automobilu naloženého výbušninami zabiti dva iráčtí vojáci a deset dalších vojáků včetně tří amerických bylo zraněno. Zraněno bylo i pět civilistů.
  - Britský premiér Tony Blair oficiálně zveřejnil dobrozdání britského generálního prokurátora lorda Goldsmitha o legálnosti útoku na Irák, vypracované 7. března 2003. Goldsmith v něm doporučoval přijetí další rezoluce Rady bezpečnosti OSN, která by útok ospravedlňovala. Dosud utajované stanovisko předtím získal a zveřejnil britský tisk a Blair se stal terčem útoků opozice, že lhal, když tvrdil, že mezi stanovisky generálního prokurátora ze 7. a 17. března 2003 není žádný rozdíl. V pozdějším stanovisku generální prokurátor již potřebu nové rezoluce RB OSN nezmiňuje. Blair trvá na tom, že říkal pravdu.
  - Bývalý ředitel americké Ústřední zpravodajské služby (CIA) George Tenet v proslovu na Kutztownské universitě vyjádřil politování nad svým sdělením prezidentovi Georgi Bushovi v roce 2002, že má jasné důkazy o iráckých zbraních hromadného ničení. „Byla to ta nejhloupější slova, která jsem kdy řekl,“ uvedl Tenet doslova. Údajnou existencí těchto zbraní odůvodnili USA a jejich spojenci útok na Irák v březnu 2003; zbraně však nikdy nalezeny nebyly.
- 29. dubna
  - USA a Itálie oficiálně oznámily, že se nedohodly na výsledku vyšetřování okolností smrti italského agenta Nicoly Calipariho. Toho 4. března zastřelili američtí vojáci, když zahájili palbu na automobil převážející na bagdádské letiště propuštěnou italskou novinářku Giulianu Sgrenovou. Sgrenová byla při incidentu raněna a Calipari, vůdce skupiny italské zpravodajské služby, byl zabit.
  - Při sérii výbuchů náloží v Bagdádu a Madaínu zahynulo nejméně 20 lidí, z toho 15 příslušníků iráckých vládních ozbrojených složek a 5 civilistů. Řada civilistů byla zraněna. Při dalších útocích byli mj. zabiti tři američtí vojáci a zničena americká vojenská cisterna přepravující pohonné hmoty. Šéf organizace al-Káida v Iráku, Jordánec Abú Músa Zarkáví dnes vyzval ve zvukové nahrávce šířené na internetu muslimy, aby zesílily útoku na americká vojska v Iráku.
- 30. dubna
  - V jižním Iráku u města Samava, asi 300 km jižně od Bagdádu, byl nalezen masový hrob s asi 1500 mrtvými těly. Předpokládá se, že jde o Kurdy násilně přesunuté ze severu Iráku v roce 1987 či 1988. Oběti byly zřejmě postříleny samopaly.
  - Irácký policejní důstojník, který si nepřál být jmenován, oznámil, že v minulých dnech bylo v řece Tigris jižně od Bagdádu nalezeno 20 mrtvých těl, některá s uřezanými hlavami. Oběti jsou údajně civilisté a objevily se spekulace, že by mělo jít o údajně zmizelé šíity z města Madáín, které měly 15. dubna unést a zavraždit sunnitští povstalci. Podle nemocničních zdrojů byli však tito lidé zabiti již dva týdny před údajným incidentem v Madáínu. Při dnešních pumových útocích povstalců namířených proti americkým a iráckým vojenským cílům, zahynulo nejméně 5 lidí, zřejmě většinou civilisté.

### Květen
- 15. května
  - Vytvoření parlamentní komise, která má za úkol vytvoření nové Ústavy

### Srpen
- 22. srpna
  - Představení návrhu ústavy Iráckému parlamentu.

### Prosinec
- 15. prosince
  - volby legislativy

## 2006

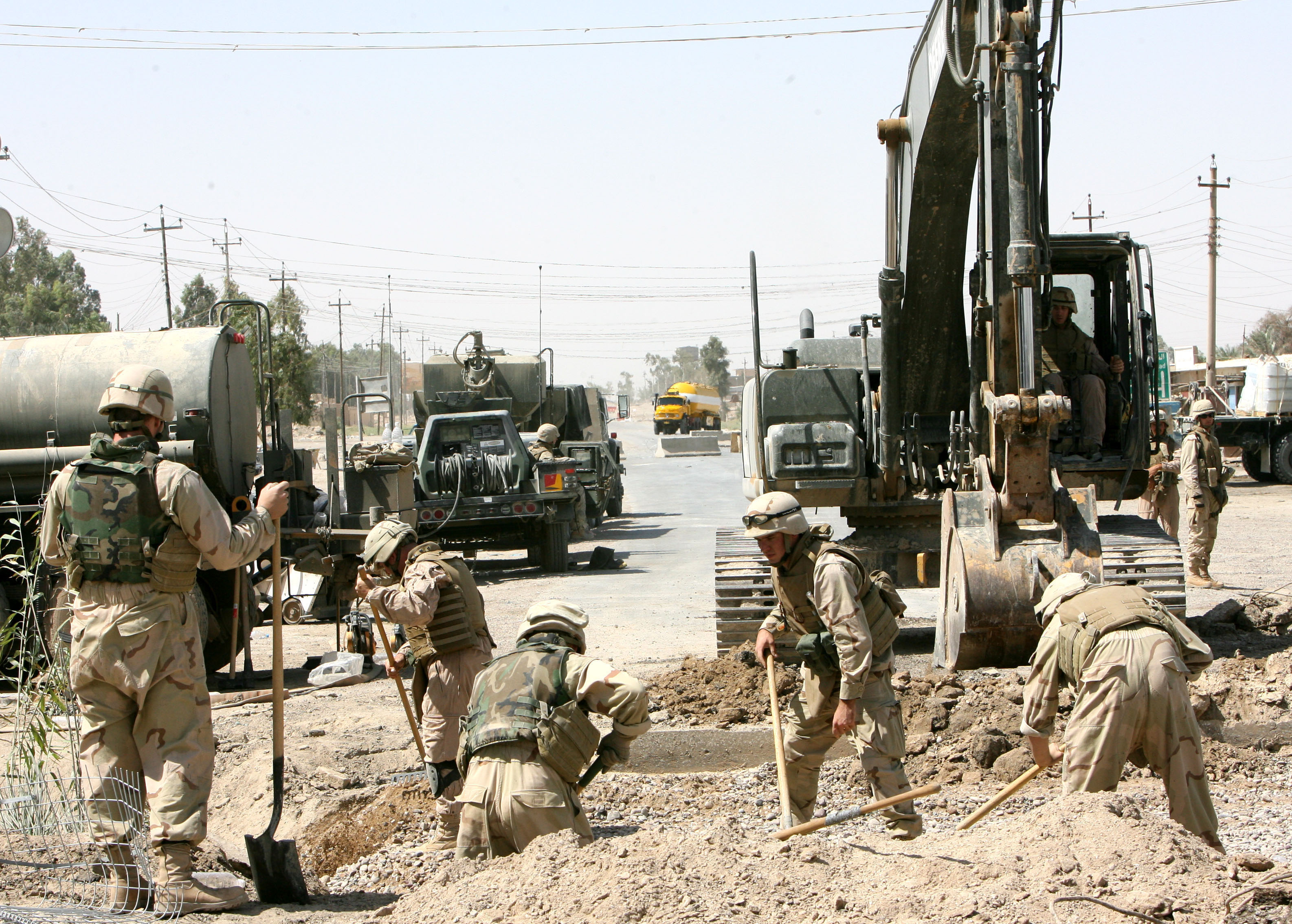
Vojáci ve Fallúdži v roce 2006.
.

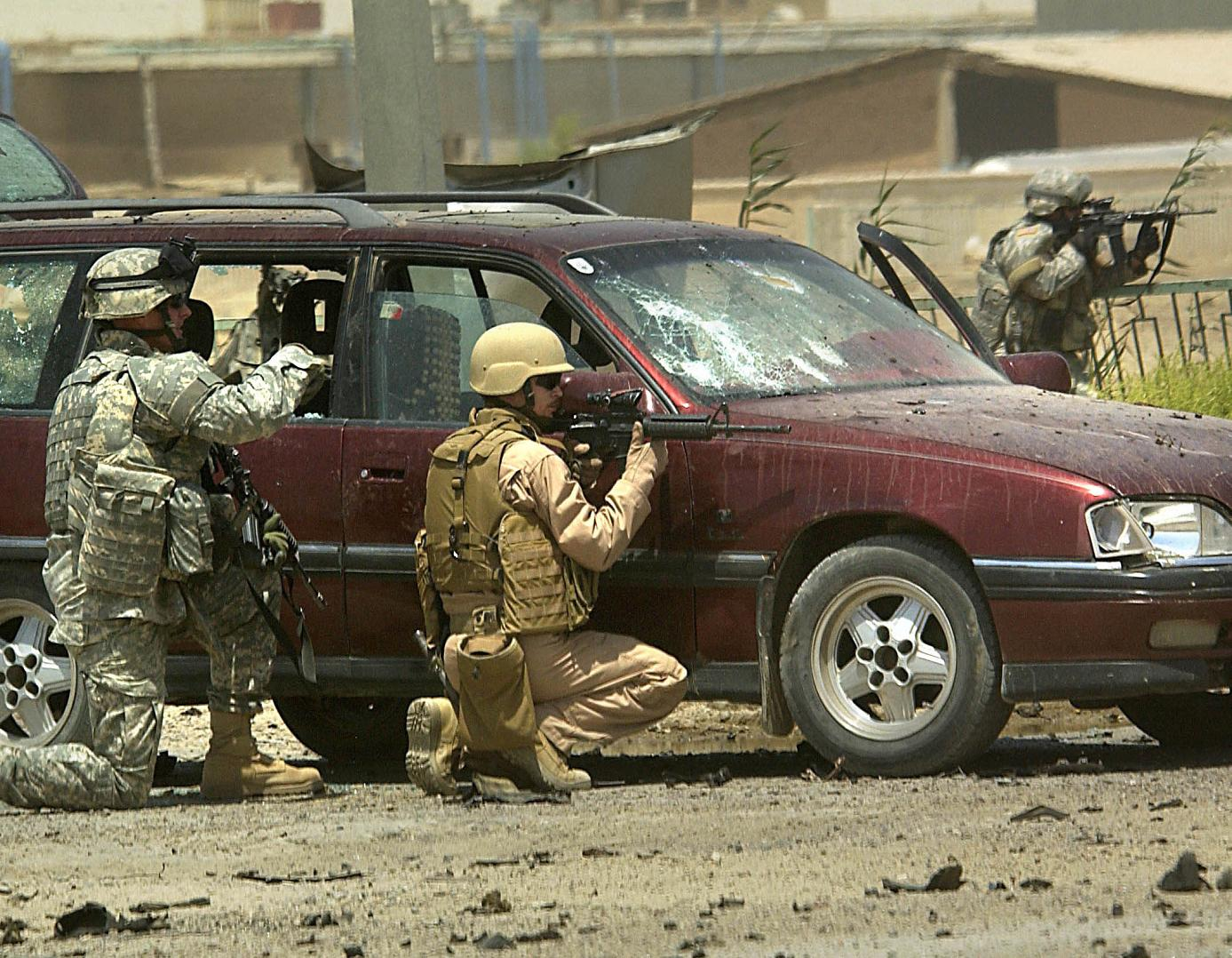
Boje v Ramádí v roce 2006

### Únor
- 10. února
  - Nezávislá volební komise schválila výsledky voleb legislativy z prosince 2005.

### Květen
- 20. května
  - Do funkce vstupuje nová irácká vláda, která nastoupila po Přechodném národním shromáždění